# 剧院站 (莫斯科地铁)
剧院站（羅馬化：Teatralnaya）是莫斯科地铁莫斯科河畔线的车站，位于特维尔站和新库兹涅茨克站之间，可通过站厅或行人通道到猎人商行站换乘狩隼线或到革命广场站换乘阿尔巴特-帡幪线。车站位于莫斯科中央行政区特维尔区，坐落在红场外的剧院广场，附近有莫斯科大剧院、莫斯科小剧院、契诃夫艺术剧院等多家知名剧院。车站于1938年9月11日启用，目前已纳入莫斯科文化遗产保护范围。

## 车站概况
剧院站是三拱顶式深埋车站，埋深35米，属于莫斯科地铁二期工程的一部分。车站由3条平行圆形隧道扩展而成，每条隧道外径9.5米，隧道每圈都是由18块铸铁管片砌成，每块管片宽度为60厘米。两侧隧道与中央隧道由门洞连接，同样由铸铁管片砌成，每边共8道门洞，长3.5米，宽2.8米，高3米；另外两侧隧道间也有通道直接连接。中央隧道站台下面设有车站服务中心。
两侧站台之间的距离为22.5米，而轨行区之间的距离为25.4米。站台地面到拱顶的高度为5.3米，与轨行区地面高度差为1.1米。整个站台长度为155米。

剧院站设计图
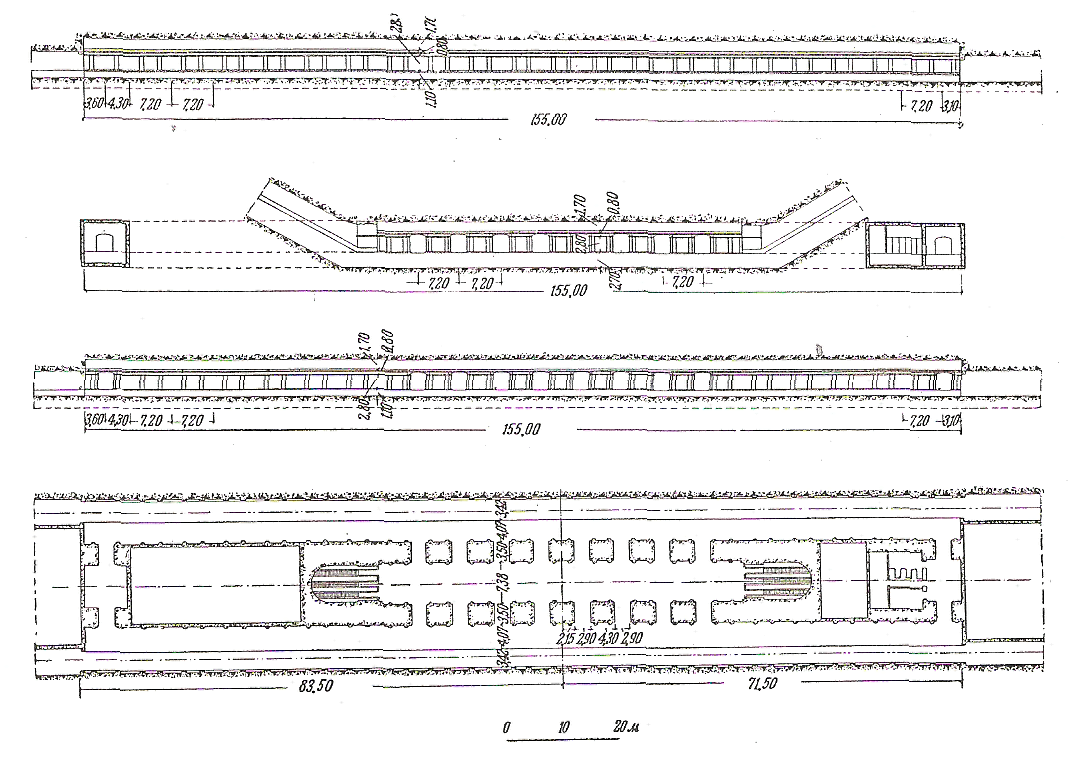
总设计图。 上方3张图为构成车站的3条圆形隧道侧视图，最下面1张为车站整体俯视图。
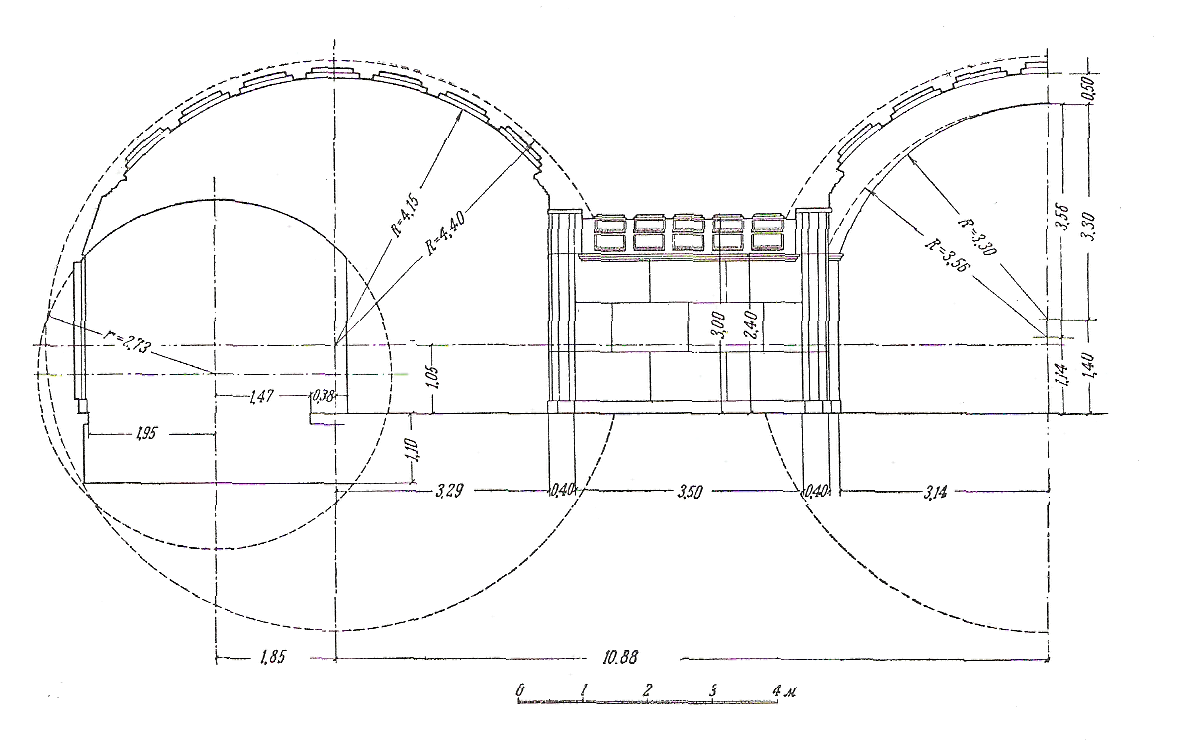
圆形隧道和隧道间过道的截面图

| 东↑ |      |                                                 |  |
| 1道 | 1    | 莫斯科河畔线 河运码头・马雅科夫斯基・特维尔方向 |  |
|     | 岛式 |                                                 |  |
| 2道 | 2    | 莫斯科河畔线 新库兹涅茨克・察里津・阿拉木图方向 |  |
| 西↓ |      |                                                 |  |

### 地面站厅
剧院站有2个站厅，分别是与猎人商行站共用、位于剧院广场的北站厅，以及与革命广场共用、可去往红场的南站厅（或称联合站厅，Объединенный вестибюль）。

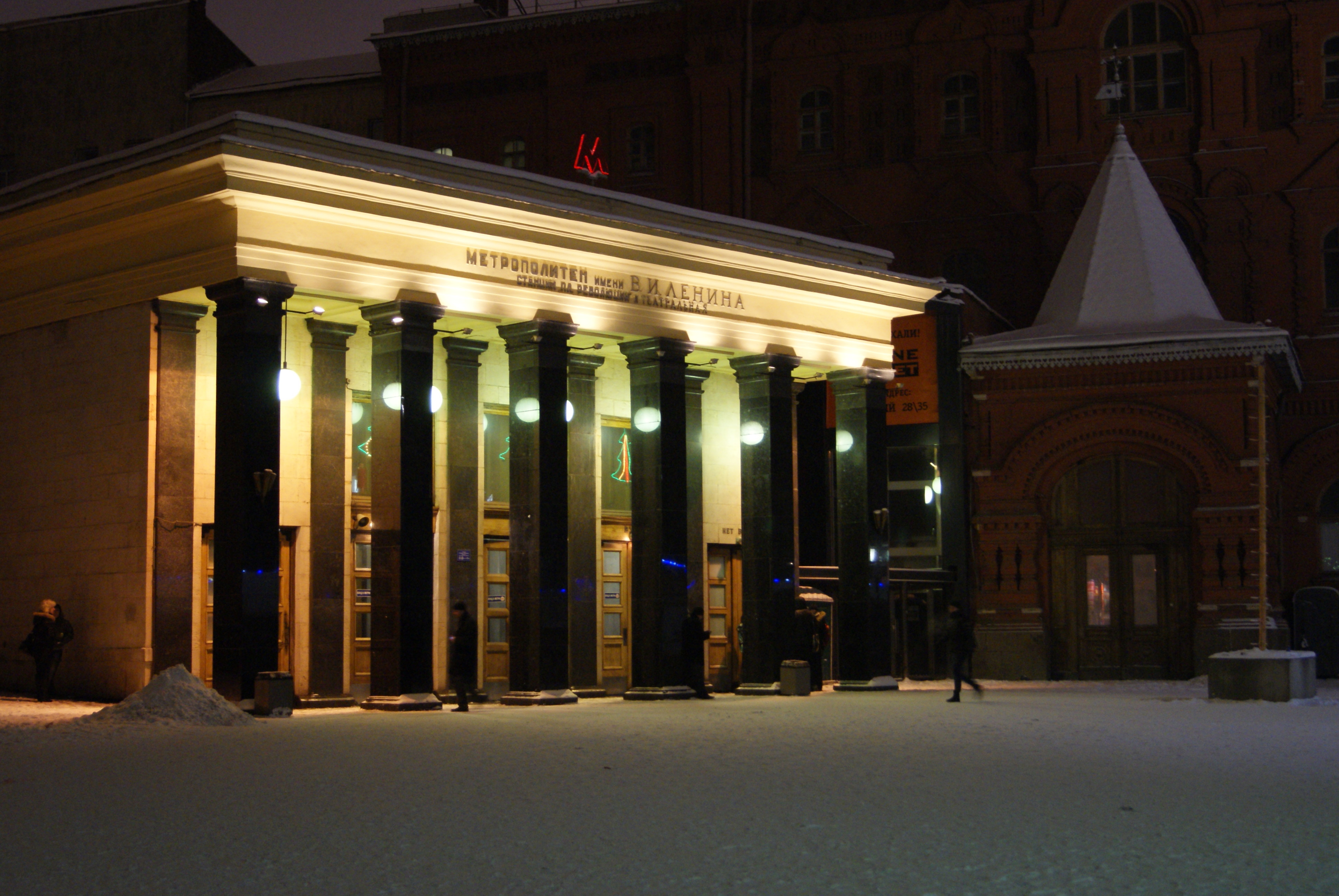
南站厅夜景

南站厅的总建筑师是阿列克谢·尼科拉也维奇·杜什金，同时也是革命广场站的总建筑师。起初，站厅大堂计划日后会成为艺术学院电影院的一部分，因而最终设计目标既要让站厅能嵌入庞大的电影院里，又能自成一体，并且通过合理的站厅布局让日后即使站厅改建也不需要让站厅暂停运营。站厅大堂左边是椭圆大厅，大厅两边分别是往剧院站和革命广场站的扶梯。为了控制客流，车站出口和入口分离：乘客只能从大堂进入经椭圆大厅入站，出站则直接通过椭圆大厅的门离开站厅到达革命广场。

## 历史

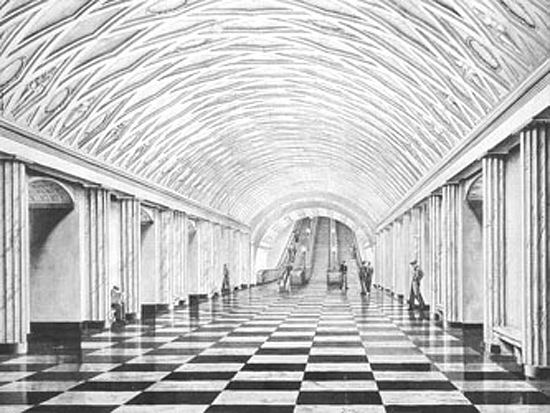
1936年斯维尔德洛夫广场站想象图

1920年代，莫斯科地铁还在规划中。1927年，负责莫斯科地铁规划与建设的莫斯科城市铁路（Московская городская железная дорога，简称МГЖД）托拉斯计划在斯维尔德洛夫广场（Площадь Свердлова）——即现在的剧院广场——修建地铁站，但当时的计划未能实现。根据当时的规划，斯维尔德洛夫广场站采用单拱侧式站台，整个站台就是一道巨大的拱门。
1931年莫斯科地铁决定开建。按照当时的规划，斯维尔德洛夫广场站位于猎人商行站和捷尔任斯基广场站（今卢比扬卡站）之间。然而到了1932年夏天，斯维尔德洛夫广场站从莫斯科地铁第一期工程中取消，改到第二期工程。值得注意的是，1934年到1935年间的一些路线图上仍有这个站。
1935年，莫斯科重建总体规划出台。在新规划中，斯维尔德洛夫广场站归入二期工程中高尔基放射线（Горьковская Линия）。1937年，在第三期工程规划中，莫斯科河畔放射线将接续高尔基放射线，从斯维尔德洛夫广场站继续向东南方向延伸至斯大林工厂（Завод именя Сталина），即现在的汽车厂站。
1938年9月11日，莫斯科地铁二期工程隼鸟至斯维尔德洛夫广场段落成并投入服务。车站初期的总建筑师是著名的斯大林式建筑专家伊凡·亚历山德罗维奇·佛明，1936年佛明去世后，工作由他的得意门生列昂尼德·米哈伊尔洛维奇·波利亚科夫接手。
蘇德戰爭期间，位于地下35米处的斯维尔德洛夫广场站被用作防空洞。战火没有阻止莫斯科地铁继续建造的步伐，1943年1月1日，莫斯科河畔线斯维尔德洛夫广场至斯大林工厂段开通。
1944年12月30日，猎人商行站与斯维尔德洛夫广场站站台第一条联络通道启用，两个车站的乘客换乘时不再需要经过地面站厅了。1946年5月9日，斯维尔德洛夫广场站与革命广场的站台联络通道启用。1974年，站台的换乘节点大改造，增加了一条连接斯维尔德洛夫广场站站台中部与革命广场站站台西端和一条连接猎人商行站站台中部与斯维尔德洛夫广场站北端的通道，另外车站地板也由原来的大理石板换成花岗岩板。
在1990年去苏维埃浪潮中，以布尔什维克党早期革命家亚科夫·斯维尔德洛夫命名的斯维尔德洛夫广场更名为剧院广场。同年11月5日，车站也随之改名为剧院站。
2002年6月25日到2003年12月25日，剧院站与革命广场站公共站厅暂停使用并对扶梯进行大修。

## 相邻车站
| 上一站           | 莫斯科地铁 | 莫斯科地铁   | 莫斯科地铁 | 下一站                 |
| ---------------- | ---------- | ------------ | ---------- | ---------------------- |
| 特维尔往霍夫里诺 |            | 莫斯科河畔线 |            | 新库兹涅茨克往阿拉木图 |